# دمية ريبورن

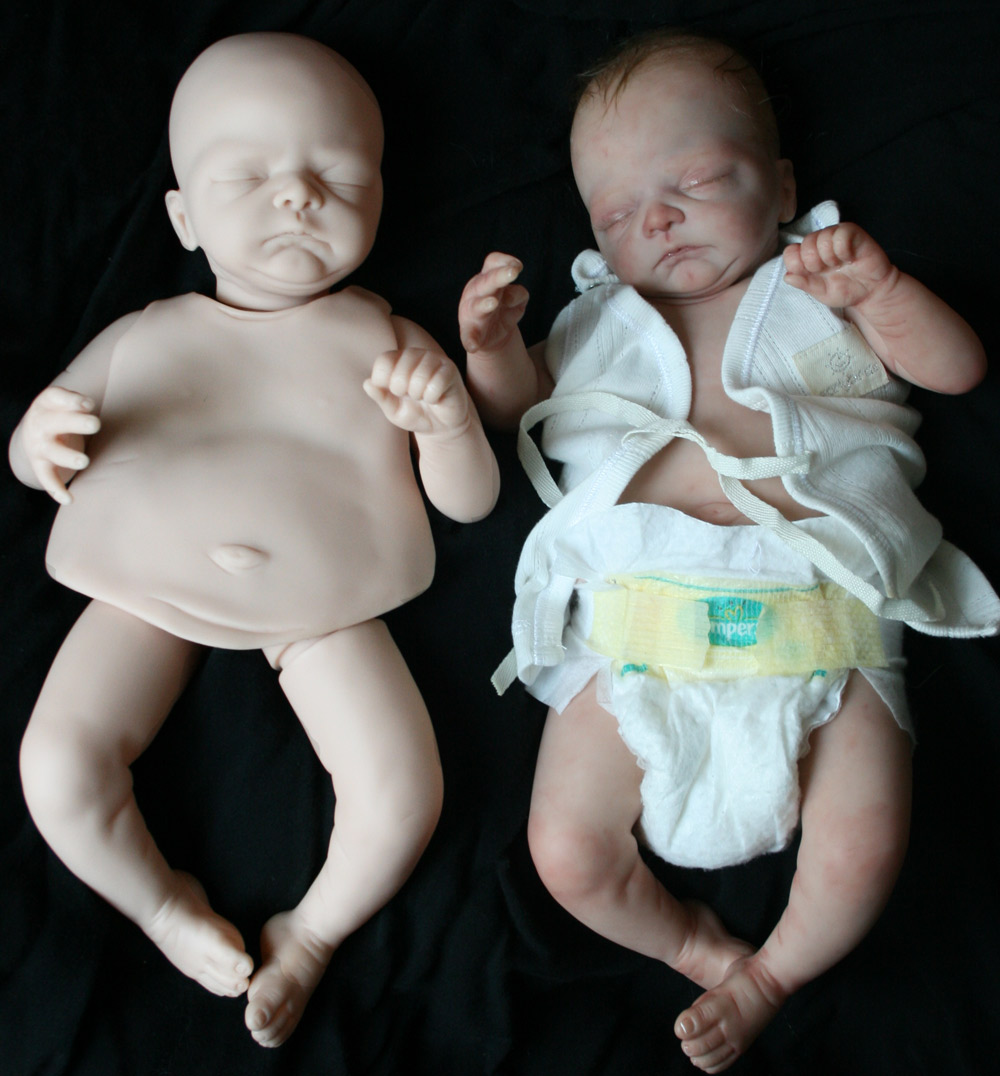
دمية فينيل قبل، وبعد تحويلها إلى دمية ريبورن

دمية الريبورن (بالإنجليزية: Reborn doll)‏، هي دمية صنعت لتشبه رضيعًا بشريًا بأكبر قدر ممكن من الواقعية. يشار إلى عملية صنع دمية الريبورن باسم reborning بمعنى «الميلاد من جديد». وتُعرف دمى الريبورن أيضًا باسم الدمى النابضة بالحياة.
بدأت هواية صناعة دمى الريبورن في أوائل التسعينيات عندما أراد عشاق الدمى صنع دمىً أكثر واقعية. وتُباع الدمى بشكل أساسي عبر الإنترنت، ولكنها متوفرة في المعارض في بعض البلدان. ويتراوح سعرها وفقًا لمدى الحرفية، ودقة الصنع من مئات إلى آلاف الدولارات.
تتكون عملية صناعة دمى الريبورن من عدة خطوات يستغرق بعضها وقتًا طويلاً. يصنع القالب الأساسي للدمية من الفينيل، ثم تضاف طبقات متعددة من الطلاء يدويًا، ثم تضاف بعض المميزات المادية الأخرى للدمية، وأحيانا قد يجري تجاهل بعض الخطوات في عملية التصنيع والبدء بقماش فارغ. وفي بعض الحالات قد تحتاج الدمية للعديد من التعديلات الخارجية والداخلية كي تبدو أكثر واقعية. يمكن للفنانين الاختيار من بين ماركات مختلفة لتناسب الدمية التي يرغبون في صنعها. يمكن أيضًا للمستهلكين شراء مجموعة كبيرة من المستلزمات الخاصة بدمى الريبورن مثل قطع الملابس، والشعر، وأدوات التنظيف والتجميل.
يشتري بعض الأشخاص دمى الريبورن للتغلب على حزنهم عقب فقد أطفالهم، أو كدمية تحاكي مرحلة عمرية معينة لطفلهم لتذكرهم بها بعد أن يبلغ. كما أن هناك أشخاص شغوفين بشراء، وجمع دمى الريبورن كما هو الحال بالنسبة للدمى العادية. يتم اللعب بهذه الدمى أحيانًا كما لو كانت رضيعة. يناقش النقاد ما إذا كانت دمى الريبورن ضارة، أو ما إذا كانت هذه الدمى يمكن أن تساعد في التغلب على الحزن. يتم الخلط أحيانًا بين دمى الريبورن نظرًا لمظهرها الواقعي والأطفال الحقيقيين، فتعامل على أنها أطفال حقيقية يتم إنقاذها من حوادث السيارات بعد إبلاغ الشرطة بها من قبل المارة.

## التاريخ
بدأ فن صناعة دمى الريبورن في الولايات المتحدة الأمريكية خلال حقبة التسعينيات. تتبع إعادة التشكيل تقليدًا طويلًا من هواة جمع الأعمال الفنية، والفنانين، والمصنعين الذين يقومون بترميم وتحسين الدمى من أجل إضفاء المزيد من الواقعية عليها. سمح الإنترنت لفناني تشكيل الدمى، وهواة الجمع بإنشاء مجتمع عبر الإنترنت يركز بشكل خاص على دمى الريبورن.
في عام 2002 عُرضت أول دمية ريبورن على موقع إيباي ebay. وقد أدى ذلك إلى توسيع نطاق سوق دمى الريبورن مما سمح للفنانين بفتح متاجر عبر الإنترنت. بدأ السوق المتخصص للدمى بهواة جمع الدمى الذين أعجبوا بالدقة الفائقة الواقعية للدمى، وسرعان ما وصل السوق إلى أولئك الذين أرادوا استخدام الدمية كمنفذ عاطفي إما للأم التي فقدت وليدها، أو الأشخاص الذين لا يستطيعون الإنجاب، أو للأغراض العلاجية. ساعدت التغطية الإعلامية الجماهيرية في تطوير هذه الظاهرة في بلدان أخرى. يتمتع فن صناعة دمى الريبورن بشعبية في الولايات المتحدة الأمريكية، وكندا والمملكة المتحدة، والعديد من البلدان الأخرى حول العالم. استفاد مصنعو الدمى أيضًا من هذا الاتجاه وقاموا ببيع المستلزمات، والأدوات والملحقات التي تلبي احتياجات مستهلكي دمى الريبورن. وقد سمح هذا لصانعي الدمى بابتكار تقنيات جديدة جعلت الدمى تبدو أكثر واقعية بمرور الوقت وبشكل متزايد. كذلك بدأت المجلات، والكتب، والمنظمات، والمؤتمرات المخصصة لدمى الريبورن نتيجة لهذه الشعبية.

## التصنيع
تكون دمى الريبورن عادة دمية مصنوعة من الفينيل، يعاد تشكيلها لتحاكي مظهر الأطفال الرضع، ويعتمد مظهر الدمية على فنان دمى الريبورن الذي يقوم بصناعتها، ومع ذلك، فإن بعض الفنانين يسمحون للعملاء بتحديد شكل دميتهم، وعادةً باستخدام صورة لتقليد رضيع معين.
يمكن استخدام أي نوع من دمى الفينيل لصنع دمى الريبورن. تختلف الدمى في الحجم، والشكل، والمواد المستخدمة في الصناعة، مما يجعل بعضها مرغوبًا، أو أكثر شعبية من البعض الآخر. وفقًا لمجلة دول ريدر Doll Reader فإن Berenguer Babies""، و"Zapf"، و"Lee Middleton"، و"Apple Valley"، و""Secrist Dolls هي أشهر شركات دمى تصنع الدمى التي يسهل تحويلها إلى دمى ريبورن. تشبه دمى الريبورن بالفعل الأطفال الرضع في تعابيرهم، وأشكال أجسامهم، والمواد السطحية، وصفات أخرى قد تجعل الدمية تبدو نابضة بالحياة.
استجاب المصنعون للاتجاه المتزايد للفنانين الذين يقومون بتحويل الدمى من خلال توظيف بعض الفنانين التشكيليين ليصبحوا نحاتين للدمى ويقومون بتصميم قوالب ومجموعات خاصة للدمى. هناك أيضًا العديد من النحاتين المستقلين الذين يصنعون مجموعات خاصة بهم. تأتي الدمية في مجموعة مفككة يتم تركيبها، كما يتم شراء المستلزمات الإضافية الخاصة بها بشكل منفصل.

### مستلزمات الدمية
تم إعداد مجموعات المبتدئين بضروريات إعادة التدوير الأساسية مثل الأطراف، والوجوه، والرؤوس، وفرش الطلاء، والرموش، وعيون الأكريليك أو الزجاج، وكريات الترجيح، و«مجموعة الحرارة»، أو الدهانات الجافة بالهواء، والقماش، وأربطة الكابلات وأجزاء حفر الأنف، والدموع المزيفة، ومقصات التخفيف، والأدوات التجميلية، وأدوات التطبيق المغموسة بالقطن، والغراء. يمكن شراء هذه المستلزمات بشكل منفصل من مجموعة متنوعة تباع لدى تجار التجزئة. تُستخدم رؤوس حفر الأنف لإنشاء فتحات أنف الدمية وإتقانها. يلزم الأسيتون أو وسيط الطلاء لإزالة طلاء المصنع من الدمية. ويمكن إضافة الشعر اختياريا للدمية، وهناك أنواع مختلفة من الشعر، عادة ما يستخدم الموهير الناعم، أو شعر الإنسان، أو الشعر المستعار، وتُستخدم أدوات التجذير في عملية تركيب شعر الدمية وهي متوفرة بأحجام عديدة 20، و36، و38، و40، و42. وكلما قل العدد زادت سماكة الإبرة التي ستلتقط المزيد من الشعر، وتترك فتحة أكبر في رأس الدمية. وتباع عيون دمى الريبورن في مجموعات متنوعة الأحجام، والعلامات التجارية.

### التشكيل والمعالجة
عادةً ما تتضمن عملية إعادة تشكيل الدمية عددًا من الخطوات. بداية يتم تفكيك الدمية، وإزالة طلاء المصنع. ثم يمكن تطبيق غسول أزرق اللون لإضفاء مظهر بشرة الطفل الواقعية. ويجب استبدال العيون لتشكيل الدمى ذات المظهر اليقظ. تُعطى الطبقة الخارجية من دمية الفينيل لون بشرتها من خلال إضافة عشرات الطبقات من درجات ألوان مختلفة لتحقيق تأثير واقعي يضاهي بشرة الإنسان. إذا استخدمت الدهانات الحرارية، فيجب ضبط حرارة أجزاء الدمية عن طريق تحميصها داخل الفرن، أو باستخدام مسدس حراري بعد تطبيق كل طبقة من الطلاء. يمكن أن تأخذ الدمى ذات البشرة الفاتحة من 15 إلى 30 طبقة من درجات الألوان. تخلق تأثيرات غسل اللون الأزرق جنبًا إلى جنب مع الطبقات الخارجية للطلاء مظهر الأوردة، كما أن طبقات الطلاء المصنوعة باستخدام إسفنج خاص تضفي على الدمية مظهرها المرقط حديث الولادة. الأظافر المشذبة، وفتح ثقوب الأنف هي تفاصيل أخرى تضاف أثناء هذه العملية.
تتوفر الآن لفناني صناعة دمى الريبورن دهانات تجف بالهواء، وتباع تحت عدة أسماء تجارية. يشعر الكثيرون أن تعريض للفينيل المتكرر للتسخين في الأفران يمكن أن يتسبب في انهياره بمرور الوقت، كما ان هناك أبخرة، ومواد كيميائية تنطلق أثناء عملية التسخين.
الخطوة التالية هي تطبيق الشعر. يمكن إضافة الشعر بإحدى الطرق الثلاث؛ الرسم، أو التذبذب، أو التجذير / التجذير الدقيق. تتم عند التجذير إضافة 1-4 خصلة شعر لكل سدادة. وعند التجذير الدقيق، تتم إضافة الشعر كل خصلة على حدة. قد يستغرق هذا ما يصل إلى 30 ساعة أو أكثر لكل فرد. وبمجرد الانتهاء من الشعر، يتم وزن جسم الفينيل الأصلي بجسم محشو ناعم ومليء بالكريات، أو الخرز الزجاجي الناعم، أو حشوة الألياف. يتوافق الوزن مع عمره لتحقيق تأثير حقيقي. يمكن أيضًا إضافة إضافات مختلفة لمنح الدمية مظهرًا نابضًا بالحياة أكثر. غالبًا ما يتم ترجيح رؤوس الدمى، بحيث يتعين على المستهلكين دعم الرأس كما لو كان مولودًا حقيقيًا. ويمكن للمشترين إرفاق مغناطيس داخل الفم أو الرأس لتوصيل اللهاية، أو أقواس الشعر.
من الشائع أيضًا استخدام الأجهزة الإلكترونية التي تحاكي دقات القلب أو تجعل الصدر يرتفع وينخفض لمحاكاة التنفس. يمكن أن يأتي المولود الجديد مع الحبل السري، أو دهون الأطفال، أو حزم الحرارة لجعل المولود الجديد دافئًا عند اللمس، أو صناديق الصوت التي تحاكي أصوات الرضع. بالنسبة للدمى المبتسرة، قد تأتي في حاضنات مزودة بجهاز تنفس متصل بأنفها.

## هواة جمع دمى الريبورن
نشأت العديد المؤسسات لمساعدة هواة تجميع دمى الريبورن من خلال توفير المعلومات عن المنتجات، والشبكات الاجتماعية. وتشمل هذه المؤسسات المجلات، والجمعيات، والمنظمات التي ترعى المؤتمرات، والاتفاقيات.
يصف هواة الجمع والفنانون أسباب شراء، أو صنع الدمى بأنها تختلف عن الشغف بالدمى، وإنما هي الشغف بالفن.

### الشراء
تظل صناعة دمى الريبورن فنا يدويا يصنعه فنانون، ولا يمكن إنتاجه في المصنع. وعادة ما يتم العثور عليها عبر الإنترنت، ويمكن شراؤها من المتاجر الإلكترونية للفنانين (التي يطلق عليها عادة دور الحضانة)، ومن خلال صفحات الفنانين الشخصية على مواقع التواصل الاجتماعي مثل فيسبوك حيث يمكنك رؤية جميع أعمالهم السابقة، وهناك العديد من مؤتمرات، ومعارض الدمى.
هناك العديد من العوامل التي يجب مراعاتها عند شراء دمية ريبورن. فإذا كانت البشرة داكنة جدًا، يُسمى هذا الطفل الأزرق، ويشير ذلك إلى أنه كان مصبوغًا بشكل مفرط، أو يستخدم رمالًا ملونة للوزن الذي يمكن أن يتسرب إلى الفينيل. يجب مراعاة نوع المواد المستخدمة في وزن الدمية لأن بعض المواد لا تتفاعل جيدًا مع الفينيل وستتسبب في تلفه.
لا ينبغي أن تكون الدمية لامعة، يشير هذا إلى أن الدمية تم غسلها بالأسيتون قبل الطلاء، مما يمنع اللون من الالتصاق بشكل صحيح بسطح الدمية، وقد يكون أيضًا بسبب نوع الطلاء المستخدم في تلوين الدمية. يتم تصحيح ذلك باستخدام ورنيش غير لامع خاص. الأجزاء المستخدمة كقطع للغيار مهمة، حيث يمكن استبدال الأجزاء الأصلية. يجب أن تتناسب قطع الغيار بشكل مناسب مع الدمية وأن تكون مصنوعة من مواد عالية الجودة. في بعض الأحيان، يحتفظ امتلاك الجسم الأصلي بقيمة الدمية إما لأنها صنعت لتناسب تلك الدمية المحددة، أو لأن الفنان الذي قام بنحت الدمية قد ترك توقيعه عليها. يجب أيضًا فحص العلامة التجارية للعين، والحجم، والتركيب، والمحاذاة عن كثب. ميزة أخرى يجب ملاحظتها هي نوع الطلاء المستخدم للتلوين، وما إذا كانت الدمية واقعية في تفاصيلها مثل الأوردة، وعيوب الأطفال حديثي الولادة. قد يحدد نوع الشعر والتقنية المستخدمة في تطبيق الشعر الجودة. يقوم بعض الفنانين بفتح الأنف، وينبغي تشكيل الثقوب بشكل صحيح، وتقليم الأظافر بشكل صحيح.

### الجمعيات والمنظمات
نشأت جمعية فنانو الدمى الدوليون (IRDA) في المؤتمر الأول لفناني دمى الريبورن في 21 يناير 2005، وتجمع عددًا من الفنانين بهدف المساعدة في تعلم، وتقديم مهارات محسنة في فن صناعة دمى الريبورن. إنهم يقدمون دروسًا وتعليمات لبناء المهارات حتى يتمكن فنانو صناعة دمى الريبورن من الاطلاع على أحدث التقنيات، ومقابلة الفنانين الآخرين الذين يشاركونهم ذات الاهتمام بتصنيع تلك الدمى. يستطيع فنان دمى الريبورن الانضمام إلى المنظمة أيّا كان مستوى المهارات التي يملكها، ولكن يُطلب من الأعضاء دعم ميثاق الشرف الذي وضع بواسطة المجلس التنفيذي للجمعية، ويتضمن ميثاق شرف الجمعية عددًا من المبادئ التوجيهية التي ينبغي على الأعضاء اتّباعها في الإعلان عن الدمى، وإدراجها، ووصفها من أجل تقاسم حقوق الملكية الفكرية بشكل عادل بين المصنعين، والنحاتين، والفنانين.

### المعارض والمؤتمرات
عُقد المؤتمر الدولي السنوي الأول لفناني دمى الريبورن في مدينة أورلاندو بولاية فلوريدا في الفترة من 21 إلى 23 يناير 2005 بالتزامن مع عرض آيدكس السنوي لأفضل المقتنيات في العالم. في يناير 2006 في لاس فيجاس بولاية نيفادا قامت مجلة دول ريدر Doll Reader برعاية مسابقة إيدكس ريبورن IDEX Reborn في المؤتمر الدولي الأول IDEX Reborn Convention. صدرت مجلة دول ريدر لأول مرة منذ أكثر من خمسة وعشرين عامًا. وتصدر حاليا تسعة أعداد من المجلة سنويًّا، كي يبقي هواة جمع الدمى على اطلاع بكل ما يتعلق بجمع الدمى وأحدث صيحاتها في العصر الحديث. في صيف عام 2008، قامت مجلة أيه بي سي نيوز ABC News بتغطية مؤتمرٍ لدمى الريبورن في إلينوي. كما تابعت المجلة المعرض السنوي الأول للكنوز الصغيرة الذي أقيم في عام 2008 في مدينة سانت لويس بولاية ميسوري. وقد ضم المعرض حشدًا من عارضي، وجامعي، وبائعي تجزئة، ومصنّعي دمى الريبورن، بالإضافة إلى ورش العمل والمسابقات الخاصة بمجال صناعة الدمى.

## القضايا الاجتماعية وردود الأفعال
إن الغالبية العظمى من العملاء الذين يقومون بشراء دمى الريبورن هم من النساء المسنات. بحيث يمكن أن تحاكي عملية شراء دمية الريبورن عملية التبني، وغالبًا ما تباع الدمى بشهادات ميلاد، أو شهادات تبني مزورة. تشتري بعض النساء دمى الريبورن لملء فراغ طفل مفقود وقد يعاملن دمى الأطفال حديثي الولادة على أنهم أطفال أحياء.

### الروابط العاطفية
على الرغم من أن العديد من أصحاب دمى الريبورن هم مجرد جامعي دمى، إلا أن البعض من مشتري تلك الدمى كانوا قد عانوا من الإجهاض، أو من ولادة جنين ميت، أو من فقدان أطفالهم حديثي الولادة، هؤلاء يمكنهم استخدام الدمى كبديل للطفل. بعض المالكين يلبسون الدمى، ويغسلون شعرها وقد يأخذونها للتنزه في عربات الأطفال، أو يأخذونها للتسوق. يشير هواة دمى الريبورن لوجود استجابة عاطفية عند حمل الدمى واحتضانها كطفل حقيقي. وتشير الدراسات إلى أن احتضان الطفل يطلق هرمونات تسبب إحساسًا بالرفاهية العاطفية، ويعتقد بعض علماء النفس أن هذا قد يحدث مع الدمى العادية أيضًا. يشرح الطبيب النفسي الاستشاري راج بيرسود أن ولادة طفل حديث الولادة تفرز هرمون الأوكسيتوسين في الأم، ويفترض أن هذا قد يفسر سبب ارتباط الأمهات اللائي فقدن وليدهن حديثًا عاطفياً بدمية الريبورن لطفل حديث الولادة.
ينصح بعض مستشاري الطب النفسي الأباء الذين فقدوا أطفالهم حديثًا بعدم استبدال طفلهم المتوفى بالدمى.في حين تؤكد أمهات دمى الريبورن أنهن لا يستبدلن الأطفال بل يتذكرونهم. تقول الطبيبة النفسية سو فارما الأستاذة في كلية الطب بجامعة نيويورك: "إن دمى الريبورن يمكن أن تصبح مشكلة عند استخدامها للتعويض النفسي بدلا من جمعها كمجرد دمى، وتصبح الشكل الوحيد للتواصل الاجتماعي لدى الشخص. بينما يؤيد الطبيب النفسي جيل سالتز من مستشفى نيويورك المشيخي استخدام دمى الريبورن للأشخاص الذين لا يرغبون في الالتزام بإنجاب طفل حقيقي، وكذلك لتهدئة الأمهات الثكلى. يبرر ذلك بأن امتلاك دمية ريبورن قد يعتبر خطوة في عملية التغلب على الحزن، ولا ينبغي أن نشعر بالقلق إلا إذا أصبح الشخص الذي فقد طفلًا شديد التعلق بالدمية فهذا قد يشير إلى أنه لم يتجاوز أحزانه بعد. في هذه الحالة، فقد يكون تشابه الدمية بالطفل المتوفى ضارًا كبديل دائم للوالدين المكلومين. قال إيان جيمس الطبيب في مركز صحة المسنين بمستشفى نيوكاسل العام في المملكة المتحدة، إن حمل الدمى يساعد على تهدئة النزلاء المسنين، ويساعدهم على الشعور بالهدوء والسكينة.

### في الحوادث
تبدو دمى الريبورن حقيقية لدرجة أنه تم الخلط بينها وبين الأطفال الحقيقيين أكثر من مرة. ففي يوليو / تموز 2008 حطمت الشرطة في كوينزلاند بأستراليا نافذة سيارة لإنقاذ ما بدا وكأنه طفل فاقد للوعي لتجد في النهاية أنه دمية ريبورن. صرحت الشرطة أن الدمية كانت «نابضة بالحياة بشكل لا يصدق» وأن المارة الذين اعتقدوا أن طفلاً يموت كانوا خائفين من الحادث. تم الإبلاغ عن حادثة مماثلة في الولايات المتحدة، حيث حطمت الشرطة نافذة سيارة هامر لإنقاذ طفل تبين فيما بعد أنه دمية ريبورن نابضة بالحياة.
في 18 يونيو / حزيران 2019 أكدت شرطة مدينة نيويورك وفاة رضيع عُثر عليه في حديقة في كوينز، وبعد أكثر من ساعة اكتشف أنه مجرد دمية.
في عام 2009 كشف فنانو دمى الريبورن عن خدعة ادعت فيها امرأة -وصفتها مجلة أيه بي سي نيوز بأنها «مدونة مناهضة للإجهاض»- أنها قد أنجبت طفل مصاب بمرض عضال، وأخذت تتلقي التبرعات والدعاء. إلى أن اكتشف فنانو وصانعو دمى الريبورن أن صور الطفل المنشورة على المدونة كانت في الواقع مجرد دمية ريبورن تعرفوا عليها من خلال نمط النحت المألوف.

### في وسائل الإعلام
ظهرت دمى الريبورن في عدد من الأفلام، والمسلسلات، والبرامج التلفزيونية. فقد ناقشت حلقة د. فيل في 10 ديسمبر 2008 بعنوان «الهواجس» موضوع صناعة دمى الأطفال حديثي الولادة.
في يناير 2008 قدمت سلسلة القناة الرابعة فيلما وثائقيًّا بعنوان «طفلي الزائف» My Fake Baby عن حياة النساء اللواتي يجمعن دمى الأطفال النابضة بالحياة. قدم هذا الفيلم الوثائقي الذي عرضته المجلة التلفزيونية البريطانية على القناة الرابعة مقابلات أجريت مع فنان دمى الريبورن خايمي إيتون، وجامعة التحف ماري فلينت، والطبيب النفسي راج بيرسواد.
وصفت إحدى مقالات مجلة أيه بي سي نيوز في 2 يناير/كانون الثاني 2009 كلاً من عمليات التصنيع، ومدى التفاعل العاطفي مع دمى الريبورن.
بثت إنسايد إيديشن في 31 يناير 2008 مقطعًا يُظهر الفنانة إيف نيوسوم ودمى الريبورن الخاصة بها. في يوليو/تموز 2014 قدم مسلسل خيالي أمريكي " تدور أحداثه حول طبيب نفساني عصبي يساعد في حل جرائم القتل حلقة بعنوان "لا يمكن تصوره" تدور حول طفل حقيقي، ودمية ريبورن.
في أبريل 2019 ظهرت دمية ريبورن خلال مسلسل الرعب Chambers أو «الغرف» الذي أنتجته نتفليكس، كما لعبت دمية الريبورن أيضًا دورًا مهمًا في مسلسل الرعب النفسي Servant أو «الخادم» لعام 2019.